# Stare Sioło (stacja kolejowa)
Stare Sioło (ukr. Старе Село, ros. Старе Село) – stacja kolejowa w miejscowości Stare Sioło, w rejonie lwowskim, w obwodzie lwowskim, na Ukrainie. Leży na linii Lwów – Czerniowce.
Stacja powstała w XIX w. na linii kolei lwowsko-czerniowiecko-suczawskiej. Dawniej nosiła nazwę Staresioło.